# Вуячич, Игор
И́гор Ву́ячич (черног. Игор Вујачић / Igor Vujačić; род. 8 августа 1994, Подгорица) — черногорский футболист, защитник российского клуба «Рубин» и сборной Черногории.

## Клубная карьера

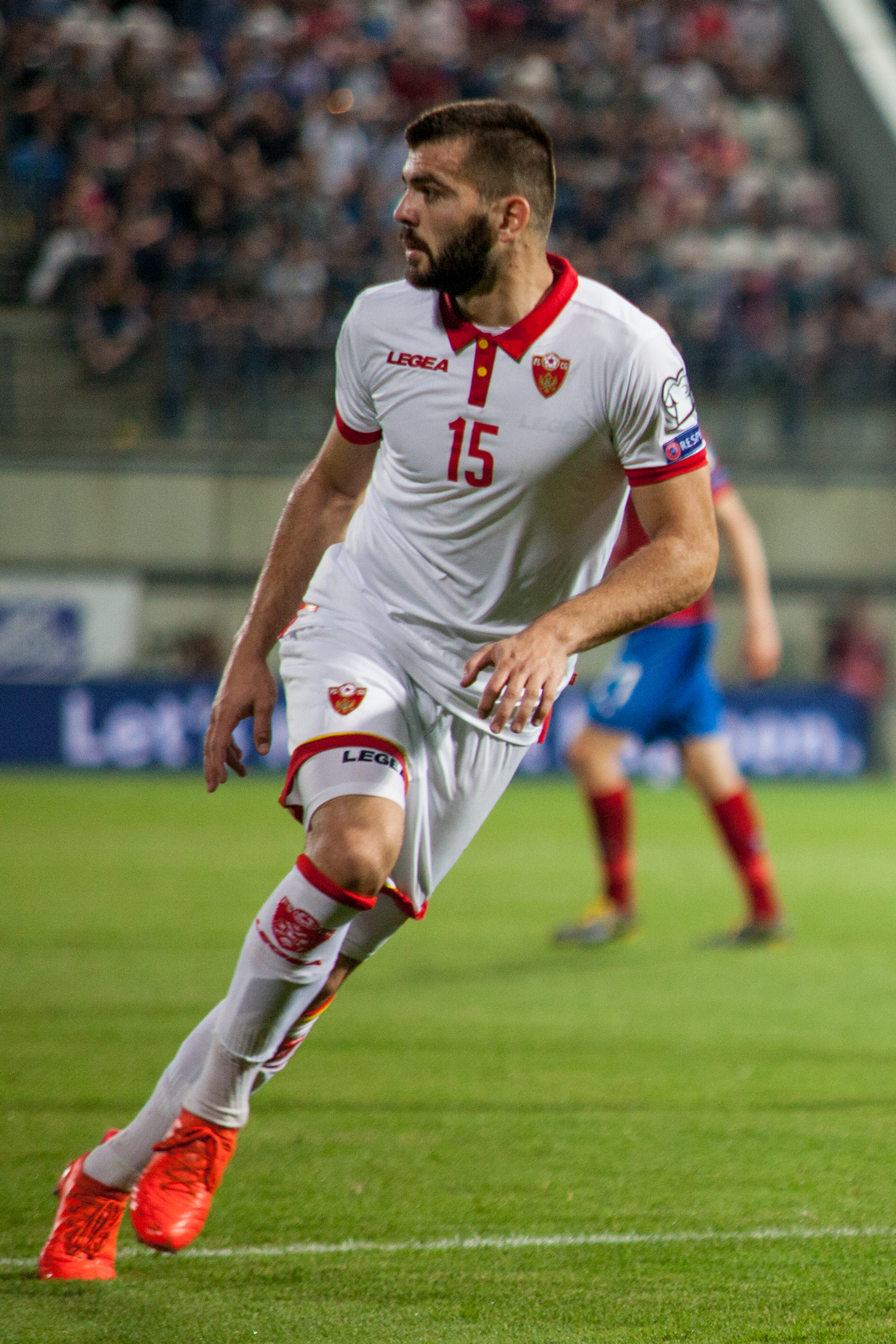
Вуячич в составе сборной Черногории

Начал профессиональную карьеру в клубе «Зета». 17 сентября 2011 года в матче против «Ловчена» дебютировал в чемпионате Черногории. 26 ноября в поединке против «Бокеля» забил свой первый гол за «Зету». В 2013 году перешёл в сербский клуб «Войводина». 12 мая в матче против «Нови-Пазар» дебютировал в сербской Суперлиге. В 2014 году Вуячич перешёл в польский «Видзев», но выступал только дублирующий состав.
Летом 2014 года Вуячич вернулся на родину, став игроком «Могрена». 23 августа в матче против своего бывшего клуба «Зета» дебютировал за новую команду. В начале 2015 году вернулся в «Зету», в составе которой выступал на протяжении четырёх сезонов.
В 2019 году Вуячич перешёл в белградский «Партизан». Дебютировал 25 сентября в матче против «Явора». 21 февраля 2021 года в поединке против «Радника» забил свой первый гол за «Партизан». Летом 2023 года Вуячич перешёл в казанский «Рубин». Сумма трансфера составила 1 млн евро. 22 июля в матче против московского «Локомотива» он дебютировал в РПЛ.

## Карьера в сборной
7 июня 2019 года в отборочном матче чемпионата Европы 2020 против сборной Косово Вуячич дебютировал за сборную Черногории.